# The Journal of Geology
The Journal of Geology est une revue qui publie des recherches sur la géologie, la géophysique, la géochimie, la sédimentologie, la géomorphologie, la pétrologie, la tectonique des plaques, la volcanologie, la géologie structurale, la minéralogie et les sciences planétaires. Son contenu va de l'évolution planétaire à la modélisation informatique du développement des fossiles, ce qui la rend pertinente pour les géologues ainsi que pour les autres chercheurs travaillant dans le domaine des sciences de la Terre ou des sciences planétaires.
La revue est créée en 1893 par Thomas Chrowder Chamberlin. Elle publie six numéros par an.